# چوب‌خزک چودی
چوب‌خزک چودی(نام علمی: Xiphorhynchus ocellatus chunchotambo) نام یک زیرگونه از گونه چوب‌خزک خال‌چشمی است.